# 印度世界遺產列表

由於文化遺產和自然遺產越來越受到破壞威脅，聯合國教科文組織大會於1972年10月17日至11月21日在巴黎舉行第十七屆會議，並於11月16日在法國巴黎通過《保護世界文化和自然遺產公約》。印度自1977年11月14日批准《保護世界文化和自然遺產公約》，並在1983年開始有歷史遺蹟被列入世界遺產；截至2024年8月，印度已有43處世界遺產，其中35處為文化遺產，7處為自然遺產，1處為複合遺產。
1983年，世界遺產委員會第7屆會議在義大利舉行，印度的阿格拉堡與阿旃陀石窟在會議中入選《世界遺產名錄》，這2處同時是該國首先入選的世界遺產。目前印度有44處列入候選名單，而該國的文化遺跡以出色地石雕工藝為特徵，多數列入名錄的印度寺廟以石造建成，其中並未使用灰泥，立面常有豐富地石雕藝術。近期被入選的印度世界遺產有4處，其中3處為那爛陀寺考古遺跡、干城章嘉國家公園、勒·科比意的建築作品，這3處於2016年7月世界遺產委員會第40屆會議上入選。另1處為艾哈迈达巴德历史城区，該景點於2017年7月的世界遺產委員會第41屆會議上入選。
目前在印度的世界遺產沒有任一處被列入危險名單，但是馬納斯野生動植物保護區與亨比遺蹟群落分別在1992年與1999年被列入危險名單內，但在近年加強保護下，兩處分別在2011年與2006年移除。

## 定義
名稱：世界遺產委員會官方正式名稱。
地理位置：各世界遺產在印度的邦和中央直辖区的位置與地理坐標。
時期：遺產代表的歷史時期，通常就是建造時間
聯合國教科文組織數據：世界遺產編碼、入選年份及對應入選標準：標準（i）至（vi）是文化遺產，（vii）到（x）是自然遺產。
簡介 ：各世界遺產的簡介。

## 遺產名錄
| 系列編號 | 名稱                                        | 圖片 | 地區                                           | 時期                          | 聯合國教科文組織數據                   | 簡介 | 來源                        |
| -------- | ------------------------------------------- | --- | ---------------------------------------------- | ----------------------------- | -------------------------------------- | --- | --------------------------- |
| 01       | 加濟蘭加國家公園                            | 印度犀牛 | 阿薩姆邦                                       | 20世紀                        | 自；337；1985；ix、x                   | 加濟蘭加國家公園位於阿薩姆邦東北部，布拉馬普特拉河南岸的沖積平原，因其獨特的自然環境，於1985年被聯合國教科文組織列為世界遺產。1908年時，加濟蘭加國家公園首先建立保存林，以保護園內日益減少的犀牛種。 多年來，園區經歷多次轉型，1916年時首先建立加濟蘭加禁獵區，於1950年時更名為加濟蘭加野生動物保護區，並在1974年宣布轉為國家公園。整個國家公園佔地面積為42,996公頃（106,250英畝），園區內有印度國內最大的印度犀牛棲息地。禁獵區內還有許多哺乳動物和鳥類棲息著。 | [ 11 ] [ 12 ]               |
| 02       | 馬納斯野生動植物保護區                      | 位於馬納斯野生動植物保護區內的戴帽葉猴。 · 馬納斯國家公園                                                                | 阿薩姆邦                                       | 20世紀                        | 自；338；1985；vii、ix、x              | 馬納斯野生動植物保護區位於阿薩姆邦東北部，喜馬拉雅山腳下的瑪納斯河沖積平原上，園區總面積達50,000公頃（120,000英畝），並與不丹的馬納斯野生動植物禁獵區相鄰。因其獨特的自然環境，於1985年被聯合國教科文組織列為世界文化遺產。園區內有多種植物的棲息著，包含21種瀕危的哺乳動物（園區中共有55種哺乳動物棲息），以及36種爬行動物、3種兩棲動物和350種鳥類。瀕危的物種包括老虎、姬豬、雲豹、懶熊、印度犀牛、野牛（印度唯一純種水牛）、印度象、金葉猴、孟加拉鴇等。1907年時，此區宣佈建立保存林，於1928年時轉為保護區。1973年，政府推行《老虎計劃》，將園區改為老虎保護區，隨後在1985年12月被列入世界遺產。保護區內有著廣大地緬甸雨林，其中包括285種雙子葉植物和98種單子葉植物。自1992年以來，馬納斯野生動植物保護區被列入處於危險的世界遺產，但在園區的加強管理能力後，於2011年解除危險名單。 | [ 13 ] [ 14 ] [ 15 ]        |
| 03       | 菩提伽耶的摩诃菩提寺                        | 位於比哈爾邦的摩訶菩提寺與佛陀開悟的菩提樹。                                                                             | 比哈爾邦菩提伽耶                               | 前3世紀、5世紀、6世紀、19世紀 | 文；1056 rev；2002；i、ii、iii、iv、vi | 位於菩提伽耶的摩诃菩提寺及其周圍建築其佔地4.86公頃（12.0英畝），並保有著文化和考古學上重大且獨特的遺跡，於2002年被聯合國教科文組織列入世界遺產。公元前3世紀，阿育王為了紀念佛陀悟道，在佛陀開悟的菩提樹旁建立第一座寺廟，然而現在能看到的寺廟為公元5至6世紀興建的。公元前531年，釋迦牟尼35歲時在此處開悟成道，隨後此地成為佛教聖地，傳播佛教到世界各地去，因而在過去幾世紀以來，摩訶菩提寺一直是世界各地佛教徒的朝拜聖地。整體建築由磚塊建成，主殿高50（160英尺），帶有濃厚地印度風格，現存建築最早在公元5至6世紀建成，是印度次大陸上目前文化黃金時代－笈多王朝時期最古老的寺廟。阿育王時期的雕刻欄杆目前被保存在園區內的考古博物館裡。 | [ 16 ] [ 17 ]               |
| 04       | 胡馬雍陵                                    | 胡馬雍陵正面 · 胡馬雍陵                                                                                                  | 德里                                           | 1572年                        | 文； 232；1993；ii、iv                 | 位於德里的胡馬雍陵是第一座庭園式陵墓，陵墓主體坐落在豪華花園的正中心，周圍另設有水渠，後來建造的泰姬瑪哈陵即以胡馬雍陵當設計範本。陵墓建於1570年，因其文化重要性而於1993年被聯合國教科文組織列入世界遺產。整體建築建造時間介於1569年至1570年間，建築設計者為米尔扎·吉亚提（Mirza Ghiyath），結構上使用查特里圓頂與雙層圓頂，為早期典型蒙兀兒建築風格。陵墓中除了安葬蒙兀兒帝國第二任皇帝胡馬雍及其皇妃外，另有150多位皇室成員在此安息著，因而又被稱為“蒙兀兒王朝大陵墓”。陵墓外的花園共設有兩座大拱門，一座在南側，另一座在西側；花園內有著數條水道、亭子、水塘。陵墓主體建在不規則八角形底座上，頂部有42.5（139英尺）高的穹頂，由大理石板保護著，並以查特里風格裝飾穹頂。 | [ 18 ] [ 19 ]               |
| 05       | 古達明納塔及其周圍建築                      | 古達明納塔一景，塔的前方為恰巴花園的中央水道。 · 位於古達明納塔的德里鐵柱。                                              | 德里                                           | 12世紀晚期                    | 文； 233；1993；iv                     | 古達明納塔及其周圍建築位於德里南部，其包括中央區域古達明納塔以及周圍建築物。古達明納塔以紅砂岩和大理石為建築材料，高72.5（238英尺） ，塔的直徑從底部的14.32（47.0英尺）逐漸縮小至頂層的2.75（9.0英尺）。整體建築於13世紀開始興建，其周圍建築包括1311年興建的阿萊達瓦薩（Alai Darwaza）拱門、尚未完工的阿萊高塔（Alai Minar）、印度最早的清真寺－奎瓦吐勒清真寺（Qubbat-ul-Islam Mosque）、伊勒杜迷失陵墓、以及德里鐵柱。整體建築見證了伊斯蘭徒破壞的證明，因此地最早為印度教與耆那教寺廟，當伊斯蘭征服此地後將這些寺廟拆除，其殘骸被當作原料用於建造目前所看到的建築群；位於建築群中央的鐵柱高7.02（23.0英尺），至今仍保持著閃亮的外表，沒有任何生鏽痕跡，其上刻有以梵文敘述的旃陀羅·笈多二世碑文。歷史紀載古達明納塔在庫特布丁·艾伊拜克時代開始興建，伊勒杜迷失時期完工，阿拉烏丁·卡爾吉時期擴建，隨後因遭雷擊造成建築損毀，整體建築在接連幾個統治者時期經歷數次翻修。其獨特的伊斯蘭建築和卓越地雕刻藝術，在1993年被聯合國教科文組織列入世界遺產第四項目。                                                                 | [ 20 ] [ 21 ]               |
| 06       | 紅堡建築群                                  | 紅堡建築群 | 德里                                           | 1648年                        | 文； 231rev；2007；ii、iii、vi         | 紅堡建築群位於德里舊城區，是蒙兀兒帝國第5任皇帝沙賈汗的皇宮，於1628年至1658年間興建。整體建築代表蒙兀兒帝國統治的榮耀，被認為是蒙兀兒建築中藝術創造力的最高點。建築內部結構設計融合了波斯、泰穆爾（Timuri）、印度的風格；據說，紅堡建築群的設計靈感來自波斯首都伊斯法罕。在複雜的規劃中，利用幾何網狀水道連接各個亭式結構建築，此設計對後來在拉賈斯坦邦、德里、阿格拉等地的建築影響深遠。宮殿建築外使用紅砂石建造的牆壁加固，因而成為紅堡的名稱來源。宮殿東北方為建於1546年的薩林加爾古堡，目前為紅堡建築群的一部分。建於1639年至1648年間高牆，佔地面積656（2,152英尺）x328（1,076英尺），其高度23（75英尺），聳立在[亞穆納河]]右岸並以橋樑連接薩林加爾古堡與舊河道，現在已經成為城市的主幹道之一。紅堡建築群另有多座宮殿群，包括在後方的公眾議事廳，其由一系列的大理石亭式結構組合而成，並以名為天堂水流（Nehr-i-Behishit）的水道連接私人議事廳（Diwane-i-khas）、莫迪寺（由第六任皇帝奧朗則布建造的白色珍珠清真寺），以及其它重要的私人建築。2007年，紅堡建築群被聯合國教科文組織列入世界遺產第一、第二、第三、第六項目。 | [ 22 ] [ 23 ]               |
| 07       | 果阿的教堂和修道院                          | Basílica do Bom Jesus, Velha Goa · St Cajetan Goa                                                                        | 果阿邦果阿舊城                                 | 16與18世紀                    | 文；234；1986；ii、iv、vi              | 果阿的教堂和修道院遺址於1986年被聯合國教科文組織列入世界遺產第二、第四、第六項目，其建築建造年代為16世紀到18世紀葡萄牙殖民期間。這些遺址主要位於果阿舊城，其中最著名的是慈悲耶穌大教堂，其內保存著聖方濟各·沙勿略的遺體。自1510年11月25日起，不同的天主教教會團體在此建立許多教堂和修道院，使果阿被譽為“東方羅馬”的美稱。最初這裡有60座教堂，但僅少數完好地保存至今，包括紀念聖凱薩琳的聖凱薩琳主教座堂（果阿最古老、印度最大的教堂）、紀念亞西西的方濟各的聖弗郎西斯科·德·阿西斯教堂、耶穌會的慈悲耶穌大教堂、基廷會的聖卡也達諾教堂（又被稱作聖嘉耶當教會，內有類似於聖伯多祿大殿的神學院）、聖母玫瑰堂（Church of Our Lady of the Rosary）；有些教堂至今日只剩鐘樓或一些墳墓，如聖奧古斯汀教堂（Church of St Angustine）遺址。這些建築遺址帶有曼努埃爾式、風格主義、巴洛克藝術的建築風格，對亞洲傳教國家影響深遠。這些遺址的牆壁使用紅土建造，並以石灰石、砂漿、破碎的貝殼混合的灰泥塗抹在外，因此需要持續地維護，以防止因季風氣候條件導致建築惡化。                                                                     | [ 24 ] [ 25 ]               |
| 08       | 尚龐–巴瓦加德考古公園                       | Pavgadha hill | 古吉拉特邦潘奇馬哈斯縣                         | 史前時代，8與14世紀           | 文；1101；2004；iii、iv、v、vi         | 尚龐–巴瓦加德考古公園位於古吉拉特邦潘奇馬哈斯縣，於2004年被聯合國教科文組織列入世界遺產文化類。考古公園內包含大量的遺蹟，包括銅石並用時代的史前遺址、早期印度都城的城堡、16世紀時古吉拉特的王國首都遺址，以及8世紀至14世紀的堡壘、宮殿、宗教建築、住宅、農業用建築和水利設施。建立於巴瓦加德山丘上的卡利卡瑪塔寺與耆那教寺廟，一直是著名的宗教聖地，常年吸引著大量的朝聖者前來。該遺址是蒙兀兒帝國之前唯一一個完整的無變化的伊斯蘭城市。 | [ 26 ] [ 27 ]               |
| 09       | 亨比遺蹟群落                                | Virupaksha temple at Hampi                                                                                               | 卡納塔克邦貝拉里縣                             | 14與16世紀                    | 文；241；1986；i、iii、iv              | 亨比遺蹟群落的建築帶有威嚴但豪華的風格，其位於卡納塔克邦棟格珀德拉河岸旁，遺址包含毗奢耶那伽羅王朝的首都毗奢耶那伽羅遺跡。達羅毗荼風格寺廟與宮殿在當時比比皆是，因而在14至16世紀時獲得旅人的欽佩。亨比同時也是印度教中心，著名的維盧巴克沙神廟和其他幾座古蹟皆在此處。1986年，亨比遺蹟群落被聯合國教科文組織列入世界遺產文化類的第一、第三、第四項目。 | [ 28 ] [ 29 ]               |
| 10       | 帕塔達卡爾建築群                            | A panoramic view of Group of monuments at Pattadakal · Virupaksha temple at Pattadakal                                   | 卡納塔克邦巴加爾果特縣                         | 8世紀                         | 文； 239；1987；iii、iv                | 帕塔達卡爾建築群在1987年被聯合國教科文組織列入世界遺產，其位於卡納塔克邦北部，建築群由九座印度教神殿和一座耆那教神殿組成。其中最為特別的是維魯巴克沙神廟（Virupaksha Temple），該建築建於公元740年左右，是羅卡瑪哈德維王后為紀念她的丈夫維克拉姆帝亞二世戰勝帕拉瓦王朝而建的。6至8世紀，遮婁其王朝在艾荷落、巴達米、帕塔達卡爾建造大量神廟，而帕塔達卡爾又被稱為“皇冠紅寶石”。建築群的風格兼具印度南北方形式，此處被認為是印度教聖城，遺產中的八座神廟供俸濕婆，第9座濕婆教寺院名為帕帕納撒神廟（Papanatha temple），還有一座耆那教那羅延神廟。 | [ 30 ] [ 31 ]               |
| 11       | 桑吉佛教古蹟                                | Sanchi | 中央邦賴森縣                                   | 前2與前1世紀、12世紀          | 文；524；1989；i、ii、iii、iv、vi      | 位於中央邦博帕爾45（28英里）處的桑吉佛教古蹟，其建築群可追溯至公元前200年至前100年，但推測此處是在前3世紀的孔雀王朝阿育王時期開始發展。在所有遺跡中，最主要為桑吉大塔，該建築可追溯至公元前2世紀至前1世紀。這裡是著名地佛教聖地，其繁榮興盛至12世紀為止。每座寺院的保存狀態皆有不同，包括完整地柱子、宮殿、寺廟和修道院等。整個遺跡是在1818年被挖掘，經過考苦後目前已找尋到50所特別遺址。由於其獨特的文化重要性，聯合國教科文組織在1989年1月24日將桑吉佛教古蹟列入世界遺產。 | [ 32 ] [ 14 ] [ 33 ]        |
| 12       | 比莫貝特卡石窟                              | Madhya Pradesh · Bhimbetka Caves                                                                                         | 中央邦賴森縣                                   | 30,000年前                    | 文；925；2003；iii、v                  | 比莫貝特卡石窟位於中央邦溫迪亞山脈的山腳下，其遍布於1,893公頃（4,680英畝）的砂岩地帶，緩衝區為10,280公頃（25,400英畝）。此處於1957年被發現，最初發現五組天然石窟，石窟內的岩畫推測為中石器時代延續至文明歷史時期，其內容與當時21個毗鄰石窟遺址的村莊居民的文化傳統有極大的相似之處。目前此處已發現400個有獨特岩畫的石窟分布在1,893公頃（4,680英畝）森林中，內容為濃密的森林，多樣化的植被和動物群等，一些石窟可追溯到100,000年前（約阿舍利晚期）到西元1000年。由於此處的藝術連結當時狩獵與採集社會，展現人類與景觀的融合，其獨特性於2003年被聯合國教科文組織列入世界文化遺產，並評此處宏偉地岩畫在大自然的石窟中。 | [ 14 ] [ 34 ] [ 35 ]        |
| 13       | 克久拉霍古蹟組群                            | Khajuraho temple | 中央邦查塔布爾縣                               | 西元950年至1050年             | 文；240；1986；i、iii                  | 克久拉霍古蹟組群象徵著10世紀時昌德拉王朝的榮耀，這個王朝原先是從瞿折羅-普臘蒂哈臘王朝分離出來的。此處的雕塑與建築融合印度教和耆那教教文化；最好的例子為卡修拉荷肯達利亞神廟（Kandariya Temple）。據歷史記載，此處原有85座神廟，但在12世紀初時穆斯林入侵此處，大量神廟遭到破壞，現在只剩6座神廟分布於6平方（2.3平方英里）的土地上，這些僅剩的遺址已經成為少數證明昌德拉王朝的繁榮證據。由於其獨特的歷史元素與特別的藝術，聯合國教科文組織於1982年10月15日列入世界遺產。 | [ 36 ] [ 37 ]               |
| 14       | 阿旃陀石窟                                  | Ajanta Caves | 馬哈拉施特拉邦奧蘭賈巴德縣                     | 前2世紀、6世紀                | 文；242；1983；i、ii、iii、vi          | 阿旃陀石窟是印度最大的佛教石窟遺址，據推測此處分成兩個時期建立，第一個時期在前2世紀。第二階段約在西元5世紀與6世紀的笈多王朝時期，此時洞窟大量增加，石窟內的岩壁上有著豐富地岩畫， 其作品與斯里蘭卡的錫吉里耶岩畫與雕塑齊名。目前已發現31處石窟遺址，是佛教藝術的經典表現。1983年，聯合國教科文組織將阿旃陀石窟列入世界遺產。 | [ 38 ] [ 39 ] [ 40 ]        |
| 15       | 埃洛拉石窟                                  | Kailash temple, Ellora                                                                                                   | 馬哈拉施特拉邦奧郎加巴德                       | 西元600年至1000年             | 文；243；1983；i、iii、vi              | 埃洛拉石窟位於馬哈拉施特拉邦奧郎加巴德，此處綜合著佛教、印度教、耆那教藝術與文化。境內共有34座的石窟，有些石窟是修道院或寺廟，這些石窟在玄武岩懸崖壁上連續雕刻而成，全長約2（1.2英里）。此處展現了公元前600年至公元1000年的古印度文明藝術創作，於1983年被聯合國教科文組織列入世界遺產名錄。 | [ 41 ] [ 42 ]               |
| 16       | 象島石窟                                    | Elephanta Caves · Trimurti in Elephanta Caves                                                                            | 馬哈拉施特拉邦象島                             | 5至8世紀                      | 文；244rev；1987；i、iii               | 象島石窟位於孟買港外，於孟買東方10（6.2英里）處的象島上。島上的石窟由兩大洞穴組成，第一組為五處印度教洞窟群，其次是兩處較小的佛教洞窟群，這些洞窟是從堅硬的玄武岩中挖鑿出來。印度教的洞窟包含許多濕婆石雕雕塑，這些作品為希瓦教派所做。儘管現在對作者仍有爭議，但象島石窟推估在5至8世紀建造。1970年代，當局為象島石窟進行整修。1987年，為了保護這些藝術作品，聯合國教科文組織將象島石窟列入世界遺產。 | [ 43 ] [ 44 ]               |
| 17       | 賈特拉帕蒂·希瓦吉終點站（原維多利亞終點站） | Chhatrapati Shivaji Terminus · Chhatrapati Shivaji Terminus                                                              | 馬哈拉施特拉邦孟買                             | 1887年至1888年                | 文；945rev；2004；ii、iv)              | 賈特拉帕蒂·希瓦吉終點站是孟買郊區鐵路一座歷史悠久的火車站，目前是印度中央鐵路公司總部，同時也是印度最繁忙的火車站之一。車站的設計者為弗雷德里克·威廉·史蒂文斯，建造時間共花費10年，最初名稱為“維多利亞終點站”，以紀念在位的英國維多利亞女王，開幕時間為1887年，正好趕上維多利亞女王登基50周年。當時大印度半島鐵路公司將總部設立於此，整體建築華麗地哥德式建築風格，使其成為大印度半島鐵路公司地標。1996年，在馬哈拉施特拉邦執政的濕婆神軍黨政府根據“恢複印度名稱政策”，將這座車站更名為賈特拉帕蒂·希瓦吉終點站，其名來自17世紀著名地馬拉地帝國國王希瓦吉。2004年7月2日，賈特拉帕蒂·希瓦吉終點站被聯合國教科文組織列入世界遺產。 | [ 45 ] [ 46 ]               |
| 18       | 科奈克太陽神廟                              | Front view of Konark Sun Temple                                                                                          | 奧里薩邦普里縣                                 | 13世紀                        | 文； 246；1984；i、iii、vi             | 科奈克太陽神廟位於奧里薩邦科納爾克，孟加拉灣東岸默哈訥迪河三角洲上，在13世紀東恆伽王朝那羅辛訶提婆一世時期建造。整體建築以太陽神蘇利耶的戰車形狀設計，有12對輪子石雕裝飾，以及六匹馬拉的石雕藝術，主要建材為砂岩。這座神廟是印度獨特的建築物之一，於1984年被聯合國教科文組織列入世界遺產文化類的第一、第三、第六項目。 | [ 47 ] [ 48 ]               |
| 19       | 凱奧拉德奧國家公園                          | Sarus crane, Keoladeo National Park                                                                                      | 拉賈斯坦邦珀勒德布爾                           | 1981年                        | 自；340；1985；x                       | 凱奧拉德奧國家公園位於拉賈斯坦邦珀勒德布爾，此處為印度河－恆河季雨林生物地理區，園區佔地2,783公頃（6,880英畝），周圍除了珀勒德布爾還有17座村莊。1900年時此處為摩訶拉者專屬的獵鴨保護區，1956年時改為鳥類禁獵區，但摩訶拉者仍能在此處狩獵至1972年為止；1981年，此處被登錄為拉姆薩濕地遺址；1982年，此處轉為國家公園。1985年，聯合國教科文組織將此處列入世界遺產自然類的第十項目。經過多年後，目前濕地僅剩1,000公頃（2,500英畝）。目前當局將此處以人工方式劃分成10個埤塘，並設有水閘控制水位。冬季時期，總共有364種候鳥從阿富汗、土庫曼、中國、西伯利亞大量遷徙前來。 | [ 49 ] [ 50 ]               |
| 20       | 簡塔·曼塔天文台                             | Jantar Mantar | 拉賈斯坦邦齋浦爾                               | 1727年與1734年                | 文；1338；2010；iii、iv                | 簡塔·曼塔天文台建於萨瓦伊·杰伊·辛格二世统治时期，其位於齋浦爾，整體建築參考自德里的原型建築。蒙兀兒帝國總共在5處建造天文台，其中2處分別為齋浦爾與德里，而位於齋浦爾的簡塔·曼塔天文台是規模最大，保存最完好的建築，並擁有20組石造的主要固定裝置。該天文台展現了蒙兀兒帝國時代末期對宇宙的認知以及探究天文學的能力，於2010年被聯合國教科文組織列入世界遺產。 | [ 51 ] [ 52 ]               |
| 21       | 現存朱羅王朝大神廟                          | Chola temple sculpture                                                                                                   | 坦米爾納杜邦阿里雅盧爾縣布里哈迪希瓦拉神廟     | 11與12世紀                    | 文；250bis；1987；ii、iii              | 現存朱羅王朝大神廟建於11至12世紀的朱羅王朝時期，且皆位於今坦米爾納杜邦內。此文化遺產共包含3處，分別為坦賈武爾的布里哈迪希瓦拉神廟、甘加貢達喬拉普蘭的布里哈迪希瓦拉神廟、達拉蘇拉姆的艾拉瓦德希瓦拉神廟。位於甘加貢達喬拉普蘭的布里哈迪希瓦拉神廟建於羅闍羅闍·朱羅一世，1035年時完工，高53（174英尺）的主塔四角落為嵌壁式；與坦賈武爾的嚴謹向上地主塔相比，其塔身優雅地向上彎曲。位於達拉蘇拉姆的艾拉瓦德希瓦拉神廟建於羅闍羅闍·朱羅二世，其擁有高24（79英尺）的主塔與濕婆石像。這些遺址展現了朱羅王朝時期在建築、雕塑、繪畫和青銅鑄造方面的輝煌成就，於1987年一同被聯合國教科文組織列入世界遺產文化類的第二與第三項目。 | [ 53 ] [ 54 ]               |
| 21       | 現存朱羅王朝大神廟                          | Airavateshwarar Temple                                                                                                   | 坦米爾納杜邦達拉蘇拉姆艾拉瓦德希瓦拉神廟       | 11與12世紀                    | 文；250bis；1987；ii、iii              | 現存朱羅王朝大神廟建於11至12世紀的朱羅王朝時期，且皆位於今坦米爾納杜邦內。此文化遺產共包含3處，分別為坦賈武爾的布里哈迪希瓦拉神廟、甘加貢達喬拉普蘭的布里哈迪希瓦拉神廟、達拉蘇拉姆的艾拉瓦德希瓦拉神廟。位於甘加貢達喬拉普蘭的布里哈迪希瓦拉神廟建於羅闍羅闍·朱羅一世，1035年時完工，高53（174英尺）的主塔四角落為嵌壁式；與坦賈武爾的嚴謹向上地主塔相比，其塔身優雅地向上彎曲。位於達拉蘇拉姆的艾拉瓦德希瓦拉神廟建於羅闍羅闍·朱羅二世，其擁有高24（79英尺）的主塔與濕婆石像。這些遺址展現了朱羅王朝時期在建築、雕塑、繪畫和青銅鑄造方面的輝煌成就，於1987年一同被聯合國教科文組織列入世界遺產文化類的第二與第三項目。 | [ 53 ] [ 54 ]               |
| 21       | 現存朱羅王朝大神廟                          | Brihadeeswarar Temple | 坦米爾納杜邦坦賈武爾布里哈迪希瓦拉神廟         | 11與12世紀                    | 文；250bis；1987；ii、iii              | 現存朱羅王朝大神廟建於11至12世紀的朱羅王朝時期，且皆位於今坦米爾納杜邦內。此文化遺產共包含3處，分別為坦賈武爾的布里哈迪希瓦拉神廟、甘加貢達喬拉普蘭的布里哈迪希瓦拉神廟、達拉蘇拉姆的艾拉瓦德希瓦拉神廟。位於甘加貢達喬拉普蘭的布里哈迪希瓦拉神廟建於羅闍羅闍·朱羅一世，1035年時完工，高53（174英尺）的主塔四角落為嵌壁式；與坦賈武爾的嚴謹向上地主塔相比，其塔身優雅地向上彎曲。位於達拉蘇拉姆的艾拉瓦德希瓦拉神廟建於羅闍羅闍·朱羅二世，其擁有高24（79英尺）的主塔與濕婆石像。這些遺址展現了朱羅王朝時期在建築、雕塑、繪畫和青銅鑄造方面的輝煌成就，於1987年一同被聯合國教科文組織列入世界遺產文化類的第二與第三項目。 | [ 53 ] [ 54 ]               |
| 22       | 默哈伯利布勒姆古跡群                        | View of Shore Temple | 坦米爾納杜邦馬馬拉普拉姆                       | 7與8世紀                      | 文；249；1984；i、ii、iii、vi          | 距清奈58（36英里）遠的默哈伯利布勒姆古跡群建於7世紀至8世紀間的帕拉瓦王朝時期，據傳此城在那拉辛哈瓦曼一世統治下蓬勃發展，遺址的石雕刻群皆是從烏木海岸搬運巨岩過來。此處目前已發現40處遺址，其中有世界上最大的戶外浮雕，其他還有形似馬戰車的戰車神廟、曼達坡、11處包含浮雕的洞窟內殿、以及目前已知最大的岩石雕刻《恒河降凡》，其又稱為阿周那的懺悔或跋吉羅陀（Bhagiratha）的懺悔。1984年，聯合國教科文組織將默哈伯利布勒姆古跡群列入世界遺產文化類的第一、第二、第三、第四項目。 | [ 55 ] [ 56 ]               |
| 23       | 阿格拉堡                                    | Agra Fort | 北方邦阿格拉                                   | 16世紀                        | 文；251；1983；iii                     | 阿格拉堡又名為阿格拉紅堡，該建築代表著蒙兀兒帝國富裕與權力的帝國中心，於1982年被聯合國教科文組織列入世界遺產文化類第三項目。整體建築位於亞穆納河右岸，主要建材為紅色砂岩，周圍環繞著長2.5（1.6英里）的護城河，內有數座宮殿、塔樓和清真寺，建造時間從16世紀阿克巴時期到18世紀初奧朗則布時期為止，賈漢吉爾、沙賈汗兩位皇帝統治期間也對阿格拉堡的建設有所貢獻。堡壘距泰姬瑪哈陵僅2.5（1.6英里），在風格上融合了波斯與印度藝術。內部令人印象深刻的建築物包括卡斯宮（Khas Mahal）、鏡宮（Shish Mahal）、八角塔（Muhamman Burje）、建於1637年的謁見之廳（Diwan-i-Khas）、公眾大廳（Diwan-i-Am）、建於1646年至1653年的白色大理石清真寺或珍珠清真寺、以及建於1658年至1707年的宝石清真寺（Nagina Masjid）等。 | [ 57 ] [ 58 ]               |
| 24       | 法泰赫普爾西克里                            | Panch Mahal（英语：Panch Mahal Fatehpur Sikri）, Fatehpur Sikri · Buland Darwaza, Fatehpur Sikri · Tomb of Salim Chishti（英语：Tomb of Salim Chishti）, Fatehpur Sikri | 北方邦阿格拉縣                                 | 16世紀                        | 文；255；1986；ii、iii、iv             | 法泰赫普爾西克里又名為“勝利之城”，建立於16世紀蒙兀兒帝國皇帝阿克巴時期。此城14年間曾經為蒙兀兒帝國都城所在地。儘管該城是蒙兀兒文明在16世紀末的輝煌證明，但由於印度西北部經常缺水與動亂頻繁等原因，使得皇室不得不放棄此處，並將皇宮轉移至拉合爾。在向穆斯林先知沙利姆·奇斯蒂的建議下，阿克巴順利獲得他的兒子賈漢吉爾，為了紀念這一先知，阿克巴在1571年決定在此興建都城。整個工程皆由蒙兀兒人監工，並於1573年完工。遺址群內有著大量的蒙兀兒風格建築，包括印度最大的清真寺群賈瑪清真寺、寳倫達華撒、潘契瑪哈勒、沙利姆·奇斯蒂墓。英國旅人雷夫·費奇在1585年到達法泰赫普爾西克里時，認為該城在人口與規模上都比倫敦還大。整個都市形式和格局強烈地影響後來的印度城市規劃變，特別是在德里舊城區。此處另有許多宮殿、公共建築和清真寺，以及法庭、軍隊、國王的僕人等整個歷史尚未發現當時人的生活記錄。 | [ 59 ] [ 60 ]               |
| 25       | 泰姬瑪哈陵                                  | Taj Mahal at Sunrise, Uttar Pradesh                                                                                      | 北方邦阿格拉                                   | 17世紀                        | 文；252；1983；i                       | 泰姬瑪哈陵目前是世界世界七大奇蹟之一，此建築是蒙兀兒帝國第5代皇帝沙賈汗為了紀念他的第二任已故妻子皇后姬蔓·芭奴而興建的陵墓。該建築是一座典型的以白色大理石建造的大型蒙兀兒建築，其融合了波斯、伊斯蘭和印度等建築風格元素。這個備受讚譽的傑作在1631年至1648年間由首席建築師烏斯塔德·艾哈邁德·拉合里在帝國委員會的支持下，由數千名工匠建造而成。作為著名地文化遺產，泰姬瑪哈陵於1983年被聯合國教科文組織列入世界遺產名錄。整體建築坐落在廣闊的蒙兀兒式花園間，於亞穆納河右岸佔地17公頃（42英畝）。陵墓主殿以八角形佈局，主殿四角都有高達40（130英尺）的圓柱形高塔一座，主殿中央屋頂有一大型圓頂，其正下方的地下室即為墳墓。繽紛亮麗的馬賽克飾面裝飾帶、阿拉伯式花紋彰顯陵墓如詩如畫的美麗風景，為前來的旅客提供了一個深刻的的印象。 | [ 61 ] [ 62 ]               |
| 26       | 印度山地铁路                                | Darjeeling Himalayan Railway                                                                                             | 西孟加拉邦大吉嶺大吉嶺喜馬拉雅鐵路（1999年）   | 19世紀、20世紀初期            | 文；944ter；1999、2005、2008；ii、iv   | 被列入世界遺產名錄的印度的山地鐵路，其中包含大吉嶺喜馬拉雅鐵路、尼爾吉里山鐵路、卡爾卡-西姆拉鐵路。然而，印度在19世紀的英屬印度到20世紀初期間，總共建造5條山地鐵路，目前由印度鐵路公司管理營運。這5條山地鐵路中的3條位於印度北部喜馬拉雅山脈的崎嶇丘陵一帶，為大吉嶺喜馬拉雅鐵路（建於1881年）、卡爾卡-西姆拉鐵路（建於1898年）、坎格拉谷鐵路（建於1924年）；尼爾吉里山鐵路（建於1924年）位於印度南部的西高止山脈；馬泰蘭山間鐵路則位於馬哈拉施特拉邦馬泰蘭。聯合國教科文組織評為印度的山地鐵路以大膽創新的施工方式，解決穿越崎嶇山嶺及自然風景區的問題，同時建立高效率鐵路並充分保留該地區原有自然風貌的完整。1999年，大吉嶺喜馬拉雅鐵路首先列入世界遺產名錄，2005年時納入尼爾吉里山鐵路，卡爾卡-西姆拉鐵路則是在2008年加入。3條鐵路一同以印度的山地鐵路列入世界遺產文化類第二與第四項目。馬泰蘭山間鐵路目前正列入候選名單，如通過將會是第4條被列入世界遺產名錄的印度山地鐵路。 | [ 63 ] [ 64 ]               |
| 26       | 印度山地铁路                                | Nilgiri Mountain Railway                                                                                                 | 坦米爾納杜邦烏塔卡蒙德尼爾吉里山鐵路（2005年） | 19世紀、20世紀初期            | 文；944ter；1999、2005、2008；ii、iv   | 被列入世界遺產名錄的印度的山地鐵路，其中包含大吉嶺喜馬拉雅鐵路、尼爾吉里山鐵路、卡爾卡-西姆拉鐵路。然而，印度在19世紀的英屬印度到20世紀初期間，總共建造5條山地鐵路，目前由印度鐵路公司管理營運。這5條山地鐵路中的3條位於印度北部喜馬拉雅山脈的崎嶇丘陵一帶，為大吉嶺喜馬拉雅鐵路（建於1881年）、卡爾卡-西姆拉鐵路（建於1898年）、坎格拉谷鐵路（建於1924年）；尼爾吉里山鐵路（建於1924年）位於印度南部的西高止山脈；馬泰蘭山間鐵路則位於馬哈拉施特拉邦馬泰蘭。聯合國教科文組織評為印度的山地鐵路以大膽創新的施工方式，解決穿越崎嶇山嶺及自然風景區的問題，同時建立高效率鐵路並充分保留該地區原有自然風貌的完整。1999年，大吉嶺喜馬拉雅鐵路首先列入世界遺產名錄，2005年時納入尼爾吉里山鐵路，卡爾卡-西姆拉鐵路則是在2008年加入。3條鐵路一同以印度的山地鐵路列入世界遺產文化類第二與第四項目。馬泰蘭山間鐵路目前正列入候選名單，如通過將會是第4條被列入世界遺產名錄的印度山地鐵路。 | [ 63 ] [ 64 ]               |
| 26       | 印度山地铁路                                | Kalka-Shimla Railway | 喜馬偕爾邦卡爾卡-西姆拉鐵路（2008年）          | 19世紀、20世紀初期            | 文；944ter；1999、2005、2008；ii、iv   | 被列入世界遺產名錄的印度的山地鐵路，其中包含大吉嶺喜馬拉雅鐵路、尼爾吉里山鐵路、卡爾卡-西姆拉鐵路。然而，印度在19世紀的英屬印度到20世紀初期間，總共建造5條山地鐵路，目前由印度鐵路公司管理營運。這5條山地鐵路中的3條位於印度北部喜馬拉雅山脈的崎嶇丘陵一帶，為大吉嶺喜馬拉雅鐵路（建於1881年）、卡爾卡-西姆拉鐵路（建於1898年）、坎格拉谷鐵路（建於1924年）；尼爾吉里山鐵路（建於1924年）位於印度南部的西高止山脈；馬泰蘭山間鐵路則位於馬哈拉施特拉邦馬泰蘭。聯合國教科文組織評為印度的山地鐵路以大膽創新的施工方式，解決穿越崎嶇山嶺及自然風景區的問題，同時建立高效率鐵路並充分保留該地區原有自然風貌的完整。1999年，大吉嶺喜馬拉雅鐵路首先列入世界遺產名錄，2005年時納入尼爾吉里山鐵路，卡爾卡-西姆拉鐵路則是在2008年加入。3條鐵路一同以印度的山地鐵路列入世界遺產文化類第二與第四項目。馬泰蘭山間鐵路目前正列入候選名單，如通過將會是第4條被列入世界遺產名錄的印度山地鐵路。 | [ 63 ] [ 64 ]               |
| 27       | 楠達戴維山國家公園和花谷國家公園            | Valley of flowers · Nanda Devi in the national park                                                                      | 北阿坎德邦傑莫利縣                             | 1939年與1982年                | 自；335bis；1988、2005；vii、x         | 楠達戴維山國家公園和花谷國家公園位於喜馬拉雅山脈西側，花谷國家公園位於北阿坎德邦傑莫利縣喜馬拉雅山脈加瓦爾段，公園內以特有的高山花草和優秀的自然美景而聞名。另外還有豐富多樣地瀕危動物，包括亞洲黑熊、雪豹、棕熊、岩羊。花谷國家公園的柔和景觀與楠達戴維山國家公園的曠野山景相輔相成，兩處公園一同環繞著藏斯卡與大喜馬拉雅山脈之間的獨特過渡地帶，綿延超過87.5平方（33.8平方英里）。此國家公園於1982年11月6日建立，1939年1月7日時為禁獵區。1988年，聯合國教科文組織將此處列入世界遺產名錄，2005年時延伸範圍，並將其納入第7與第10項目。自2004年以來，聯合國教科文組織將此處列入世界生物圈保護區名單中的自然保護區。 | [ 65 ] [ 66 ]               |
| 28       | 孫德爾本斯國家公園                          | Sunderbans map · Sundarban mangrove forests · Big crocodile in the park                                                  | 西孟加拉邦南24區縣                             | 1939年與1982年                | 自； 452；1987；ix、x                  | 孫德爾本斯國家公園擁有世界上最大的河口紅樹林，同時是老虎保育區，以及聯合國教科文組織下的生物圈保護區，其位於西孟加拉邦孫德爾本斯的恆河三角洲地帶，比鄰於孟加拉灣。園區佔地10,000平方（3,900平方英里），其中5,980平方（2,310平方英里）的土地於印度內，其餘領地在孟加拉國內。這裡是世界上最大的三角洲的一部分，由三條大型河流，包括恆河、布拉馬普特拉河、梅克納河的日積月累沖積沉澱而來，其總面積達80,000平方（31,000平方英里），匯集於孟加拉盆地上，整個盆地由一複雜且互相連結的水道組成。孫德爾本斯國家公園在印度部分可追溯至1878年前，1973年時此處為孫德爾本斯老虎保護區。1977年，此處改為野生動植物保護區，共佔地258,500公頃（639,000英畝），當中133,000平方（51,000平方英里）的土地為核心地帶。1984年5月4日，此處改為國家公園，並於1987年被聯合國教科文組織列入世界遺產自然類的第九與第十項目。此區域被大片紅樹林覆蓋，是孟加拉虎最大保護區之一，同時也是各種鳥類、爬行動物和無脊椎動物棲息地，包括灣鱷等。 | [ 67 ] [ 68 ]               |
| 29       | 西高止山脈                                  | Agasthymalai Peak | 阿卡斯提亞瑪拉丘陵                             | 不適用                        | 自；1342rev；2012；ix、x               | 西高止山脈是一條沿著印度半島西南邊的一座山脈，同時是是世界十大生物多樣性熱點之一。當中共三十九處遺產（包括國家公園、野生動物保護區和保留林等）被一同列入世界遺產，其中20處在喀拉拉邦，10處在卡納塔克邦，5處在泰米爾納德邦，4處在馬哈拉施特拉邦。 | [ 69 ] [ 70 ] [ 71 ] [ 72 ] |
| 29       | 西高止山脈                                  | Periyar National Park | 沛綠雅國家公園                                 | 不適用                        | 自；1342rev；2012；ix、x               | 西高止山脈是一條沿著印度半島西南邊的一座山脈，同時是是世界十大生物多樣性熱點之一。當中共三十九處遺產（包括國家公園、野生動物保護區和保留林等）被一同列入世界遺產，其中20處在喀拉拉邦，10處在卡納塔克邦，5處在泰米爾納德邦，4處在馬哈拉施特拉邦。 | [ 69 ] [ 70 ] [ 71 ] [ 72 ] |
| 29       | 西高止山脈                                  | Anamalai Mountains | 阿奈馬萊丘陵                                   | 不適用                        | 自；1342rev；2012；ix、x               | 西高止山脈是一條沿著印度半島西南邊的一座山脈，同時是是世界十大生物多樣性熱點之一。當中共三十九處遺產（包括國家公園、野生動物保護區和保留林等）被一同列入世界遺產，其中20處在喀拉拉邦，10處在卡納塔克邦，5處在泰米爾納德邦，4處在馬哈拉施特拉邦。 | [ 69 ] [ 70 ] [ 71 ] [ 72 ] |
| 29       | 西高止山脈                                  | Nilgiri Hills | 尼爾吉里丘陵                                   | 不適用                        | 自；1342rev；2012；ix、x               | 西高止山脈是一條沿著印度半島西南邊的一座山脈，同時是是世界十大生物多樣性熱點之一。當中共三十九處遺產（包括國家公園、野生動物保護區和保留林等）被一同列入世界遺產，其中20處在喀拉拉邦，10處在卡納塔克邦，5處在泰米爾納德邦，4處在馬哈拉施特拉邦。 | [ 69 ] [ 70 ] [ 71 ] [ 72 ] |
| 29       | 西高止山脈                                  | Talakaveri Valley | 塔拉卡弗里野生動植物保護區（5處遺產）          | 不適用                        | 自；1342rev；2012；ix、x               | 西高止山脈是一條沿著印度半島西南邊的一座山脈，同時是是世界十大生物多樣性熱點之一。當中共三十九處遺產（包括國家公園、野生動物保護區和保留林等）被一同列入世界遺產，其中20處在喀拉拉邦，10處在卡納塔克邦，5處在泰米爾納德邦，4處在馬哈拉施特拉邦。 | [ 69 ] [ 70 ] [ 71 ] [ 72 ] |
| 29       | 西高止山脈                                  | Kudremukh Hills | 庫德雷穆克丘陵（5處遺產）                      | 不適用                        | 自；1342rev；2012；ix、x               | 西高止山脈是一條沿著印度半島西南邊的一座山脈，同時是是世界十大生物多樣性熱點之一。當中共三十九處遺產（包括國家公園、野生動物保護區和保留林等）被一同列入世界遺產，其中20處在喀拉拉邦，10處在卡納塔克邦，5處在泰米爾納德邦，4處在馬哈拉施特拉邦。 | [ 69 ] [ 70 ] [ 71 ] [ 72 ] |
| 29       | 西高止山脈                                  | Western Ghats, near Matheran, India                                                                                      | 薩亞德里                                       | 不適用                        | 自；1342rev；2012；ix、x               | 西高止山脈是一條沿著印度半島西南邊的一座山脈，同時是是世界十大生物多樣性熱點之一。當中共三十九處遺產（包括國家公園、野生動物保護區和保留林等）被一同列入世界遺產，其中20處在喀拉拉邦，10處在卡納塔克邦，5處在泰米爾納德邦，4處在馬哈拉施特拉邦。 | [ 69 ] [ 70 ] [ 71 ] [ 72 ] |
| 30       | 拉賈斯坦邦的山地要塞                        | | 奇陶爾加爾城堡                                 | 7世紀至16世紀                 | 文； 247；2013；ii、iii                | 拉賈斯坦邦的山地要塞是一系列位於拉賈斯坦邦阿拉瓦利嶺的軍事要塞，這些軍事要塞代表拉傑普特人的軍事防禦建築的一種特性，即以山峰為設置目標，並善用地形的加以防禦。這些在山丘上的軍事據點代表著拉傑普特人廣泛的文化區域，以及顯示拉傑普特人的防禦性建築發展。堡壘內為城市中心，有著宮殿、貿易點和印度教與耆那教神廟等多功能設施。此遺產由6座堡壘組成，分別為奇陶爾加爾城堡、昆巴哈爾堡、倫塔波爾堡、琥珀堡、賈沙梅爾城堡、加戈隆堡。由於每座堡壘因山丘地形而結構有異，所以僅只描述每座要塞的最核心元素。 | [ 73 ] [ 74 ] [ 75 ] [ 76 ] |
| 30       | 拉賈斯坦邦的山地要塞                        | 昆巴哈爾堡 |                                                | 7世紀至16世紀                 | 文； 247；2013；ii、iii                | 拉賈斯坦邦的山地要塞是一系列位於拉賈斯坦邦阿拉瓦利嶺的軍事要塞，這些軍事要塞代表拉傑普特人的軍事防禦建築的一種特性，即以山峰為設置目標，並善用地形的加以防禦。這些在山丘上的軍事據點代表著拉傑普特人廣泛的文化區域，以及顯示拉傑普特人的防禦性建築發展。堡壘內為城市中心，有著宮殿、貿易點和印度教與耆那教神廟等多功能設施。此遺產由6座堡壘組成，分別為奇陶爾加爾城堡、昆巴哈爾堡、倫塔波爾堡、琥珀堡、賈沙梅爾城堡、加戈隆堡。由於每座堡壘因山丘地形而結構有異，所以僅只描述每座要塞的最核心元素。 | [ 73 ] [ 74 ] [ 75 ] [ 76 ] |
| 30       | 拉賈斯坦邦的山地要塞                        | 倫塔波爾堡 |                                                | 7世紀至16世紀                 | 文； 247；2013；ii、iii                | 拉賈斯坦邦的山地要塞是一系列位於拉賈斯坦邦阿拉瓦利嶺的軍事要塞，這些軍事要塞代表拉傑普特人的軍事防禦建築的一種特性，即以山峰為設置目標，並善用地形的加以防禦。這些在山丘上的軍事據點代表著拉傑普特人廣泛的文化區域，以及顯示拉傑普特人的防禦性建築發展。堡壘內為城市中心，有著宮殿、貿易點和印度教與耆那教神廟等多功能設施。此遺產由6座堡壘組成，分別為奇陶爾加爾城堡、昆巴哈爾堡、倫塔波爾堡、琥珀堡、賈沙梅爾城堡、加戈隆堡。由於每座堡壘因山丘地形而結構有異，所以僅只描述每座要塞的最核心元素。 | [ 73 ] [ 74 ] [ 75 ] [ 76 ] |
| 30       | 拉賈斯坦邦的山地要塞                        | 琥珀堡 |                                                | 7世紀至16世紀                 | 文； 247；2013；ii、iii                | 拉賈斯坦邦的山地要塞是一系列位於拉賈斯坦邦阿拉瓦利嶺的軍事要塞，這些軍事要塞代表拉傑普特人的軍事防禦建築的一種特性，即以山峰為設置目標，並善用地形的加以防禦。這些在山丘上的軍事據點代表著拉傑普特人廣泛的文化區域，以及顯示拉傑普特人的防禦性建築發展。堡壘內為城市中心，有著宮殿、貿易點和印度教與耆那教神廟等多功能設施。此遺產由6座堡壘組成，分別為奇陶爾加爾城堡、昆巴哈爾堡、倫塔波爾堡、琥珀堡、賈沙梅爾城堡、加戈隆堡。由於每座堡壘因山丘地形而結構有異，所以僅只描述每座要塞的最核心元素。 | [ 73 ] [ 74 ] [ 75 ] [ 76 ] |
| 30       | 拉賈斯坦邦的山地要塞                        | 賈沙梅爾城堡 |                                                | 7世紀至16世紀                 | 文； 247；2013；ii、iii                | 拉賈斯坦邦的山地要塞是一系列位於拉賈斯坦邦阿拉瓦利嶺的軍事要塞，這些軍事要塞代表拉傑普特人的軍事防禦建築的一種特性，即以山峰為設置目標，並善用地形的加以防禦。這些在山丘上的軍事據點代表著拉傑普特人廣泛的文化區域，以及顯示拉傑普特人的防禦性建築發展。堡壘內為城市中心，有著宮殿、貿易點和印度教與耆那教神廟等多功能設施。此遺產由6座堡壘組成，分別為奇陶爾加爾城堡、昆巴哈爾堡、倫塔波爾堡、琥珀堡、賈沙梅爾城堡、加戈隆堡。由於每座堡壘因山丘地形而結構有異，所以僅只描述每座要塞的最核心元素。 | [ 73 ] [ 74 ] [ 75 ] [ 76 ] |
| 30       | 拉賈斯坦邦的山地要塞                        | 加戈隆堡 |                                                | 7世紀至16世紀                 | 文； 247；2013；ii、iii                | 拉賈斯坦邦的山地要塞是一系列位於拉賈斯坦邦阿拉瓦利嶺的軍事要塞，這些軍事要塞代表拉傑普特人的軍事防禦建築的一種特性，即以山峰為設置目標，並善用地形的加以防禦。這些在山丘上的軍事據點代表著拉傑普特人廣泛的文化區域，以及顯示拉傑普特人的防禦性建築發展。堡壘內為城市中心，有著宮殿、貿易點和印度教與耆那教神廟等多功能設施。此遺產由6座堡壘組成，分別為奇陶爾加爾城堡、昆巴哈爾堡、倫塔波爾堡、琥珀堡、賈沙梅爾城堡、加戈隆堡。由於每座堡壘因山丘地形而結構有異，所以僅只描述每座要塞的最核心元素。 | [ 73 ] [ 74 ] [ 75 ] [ 76 ] |
| 31       | 古吉拉特邦帕坦城的王后階梯井                | Rani ki vav, Patan, Gujarat                                                                                              | 古吉拉特邦帕坦縣                               | 11世紀                        | 文； 922；2014；i、iv                  | 王后階梯井位於古吉拉特邦帕坦，此處是著名的階井遺址，包括其規模與精美地塑像。此階梯井長64（210英尺），寬20（66英尺），深27（89英尺），內有超過500做塑像，其中大多數塑像皆以毗濕奴及其十大化身為主題，代表著毗濕奴永恆於天地間。周圍另有許多依照16種風格的飛天女神，後來統稱這些風格為新娘美妝儀式（Solah-shringar）。 | [ 77 ] [ 78 ] [ 79 ]        |
| 32       | 大喜馬拉雅山脈國家公園                      | Great Himalayan National Park,Kullu,Himachal Pradesh, India                                                              | 喜馬偕爾邦                                     | 1984年                        | 自；1406rev；2014；x                   | 大喜馬拉雅山脈國家公園位於喜馬偕爾邦庫爾盧，其以高聳的山峰，高山草原和河岸林為特色。總佔地面積為90,540公頃（223,700英畝）內，包含著高山冰川、數條河川聚集地融雪水資源，為數百萬下游用戶重要的集水區。該國家公園保護喜馬拉雅山脈範圍內受季風影響的森林與高山草原。 此處同時為喜馬拉雅山的生物多樣性熱點之一，包括25種林型以及豐富的動植物群，其中幾種目前正受到威脅，國家公園的建立給生物多樣性保育提供了重要的意義。 | [ 80 ]                      |
| 33       | 那爛陀寺考古遺跡                            | Ruins of Nalanda, Bihar, India                                                                                           | 比哈爾邦那蘭達縣                               | 5世紀到12世紀                 | 文；1502；2016；iv、vi                 | 那爛陀寺考古遺跡位於印度東北部比哈爾邦，此處包括從前3世紀到13世紀的佛教修道院與學院等遺跡，以及佛塔、神殿、佛教僧院（為住宅與教育建築），以及重要的灰泥、石頭和金屬等藝術品。目前那爛陀寺是印度次大陸上已知最古老的大學，在800多年時期不斷的向外傳播知識。此遺跡同時證明在佛教歷史上，在宗教、修道院教育、傳統教育等領域的蓬勃發展。 | [ 81 ]                      |
| 34       | 干城章嘉國家公園                            | The Goecha La in Khangchendzonga National Park, Sikkim, India                                                            | 錫金北錫金縣                                   | 1977年                        | 自文；1513；2016；iii、vi、vii、x      | 位於錫金邦的干城章嘉國家公園剛好坐落在喜馬拉雅山脈的中心地帶，佔地面積1,784平方（689平方英里），其名來自世界第三高峰干城章嘉峰（干城章嘉峰位於園區內），園區內有著獨特且多樣性的地形，包括平原、山谷、湖泊、冰川、白雪皚皚的山脈、古老的森林等壯麗景色。 | [ 6 ] [ 82 ]                |
| 35*      | 勒·柯布西耶的建筑作品                       | The Palace of assembly, Capitol Complex,Chandigarh                                                                       | 昌迪加爾                                       | 20世紀                        | 文；1321rev；2016；i、ii、vi           | 2016年第40屆世界遺產委員會會議上，勒·科比意位於7個國家的17件作品被列入世界遺產，其中一件位於印度昌迪加爾，包括昌迪加爾最高法院、議會大樓、秘書大樓，這3棟建築皆為政治中心建築群計畫的一部分。參與此計畫的除勒·科比以外，還有皮埃爾·讓那雷、馬修·諾維奇、亞伯·梅亞。 | [ 5 ]                       |
| 36       | 艾哈迈达巴德历史城区                        | Aerial view of Ahmedabad                                                                                                 | 古吉拉特邦艾哈邁達巴德                         | 15世纪                        | 文；1551；2017；ii、v                  | 位於古吉拉特邦的艾哈迈达巴德历史城区是由艾哈邁德·沙阿蘇丹於15世紀沿薩巴爾馬蒂河東岸所建。此歷史遺跡展現當時豐富地建築遺產，特別是帶有防禦工事的巴達爾堡城牆與城門，城內大量的清真寺、墓地，以及其他時期印度教和耆那教的重要寺廟。城市的街道脈絡密集排列，傳統房屋沿著早期街道緊密構成，面向街道的門設有給鳥使用的食盆或公共水盆。這座城市在成為古吉拉特的首府後，六個世紀以來一直維持著繁榮景況。 | [ 83 ]                      |
| 37       | 孟买维多利亚的哥特式和艺术装饰合奏          | | 马哈拉施特拉邦孟买                             | 1860年代                      | 文；1480；2018；ii、iv                 | 在如今已成为全球贸易中心的孟买，19世纪下半叶实施了雄心勃勃的城市改造。临近Oval Maidan的开放空间就是改造的结果，前期的改造为维多利亚新哥特式样式，然后在20世纪初转为装饰艺术风格。维多利亚样式中还融合了适应当地气候特点的印度元素，如阳台设计。装饰艺术风格的电影院和住宅建筑中也带有浓郁的印度设计气息，形成独特的“印度装饰艺术”。这两类建筑诠释了孟买在19和20世纪经历的现代化历程。 | [ 84 ]                      |
| 38       | 齋浦爾                                      | | 拉贾斯坦邦                                     | 18世纪                        | 文；1605；ii、iv、vi                   | 斋浦尔城由拉杰普特国王杰·辛格二世于1727年创立。有别于当地的中世纪建筑，斋普尔城的城市规划参照了古印度及西方思想，采用了网格状规划。此后的斋浦尔成为了贸易枢纽，也是手工艺人与艺术家的聚居地。城内的主要建筑包括风之宫（图）、戈文德·德夫·吉神庙、城市皇宫，以及单独列入世界遗产名录的詹塔曼塔。 | [ 85 ]                      |
| 39       | 卡卡提亞王朝濕婆神廟                        | | 特伦甘纳邦                                     | 13世纪                        | 文；1570；i、iii                       | 卡卡提亚王朝湿婆神庙是一座专门供奉印度教神祇湿婆的庙宇，于13世纪上半叶的卡卡提亞王朝时期兴建。神庙以花岗岩与辉绿岩打造的雕刻及雕塑设计，展现了当地的舞蹈传统。根据印度教习俗，寺庙的建造方式与环境和谐融合。根据印度教习俗，寺庙的建造方式与环境和谐融合。 | [ 86 ]                      |
| 40       | 多拉维拉古城                                | | 古吉拉特邦                                     | 公元前3世纪到2世纪中叶        | 文；1645；iii、iv                      | 多拉维拉古城是公元前3世纪到2世纪中叶青铜时代印度河流域文明的中心，目前还保留着一座城池及一处墓地，以及多座建筑及水处理系统。之所以在那里兴建城市，是因为附近有稀有矿物质的矿藏。此外，古城还与当地的其他城市，乃至美索不达米亚地区有贸易往来。古城于1968年被发现。 | [ 87 ]                      |
| 41       | 曷萨拉王朝神庙群                            | | 卡纳塔克邦                                     | 公元11世纪到14世纪            | 文；1670 ；ii、iii、iv                 | 入选地点包括贝鲁尔和哈勒比杜，其历史可追溯到11世纪到14世纪的曷萨拉王朝。当地曷萨拉建筑由达罗毗荼建筑元素构成，带有印度北部的气息。这些神庙由毘濕奴派、濕婆教和耆那教的信徒出资兴建，采用大量石刻与雕塑装饰。其中，贝鲁尔的钦纳克沙瓦神庙是重要的朝圣地。 | [ 88 ] [ 89 ]               |
| 42       | 桑蒂尼盖登                                  | | 西孟加拉邦                                     | 1863年                        | 文；1375；iv、vi                       | 桑蒂尼盖登是印度哲学家德本德拉纳特·泰戈尔一手兴建的静修处，随后被孟加拉文艺复兴的代表人物、德本德拉纳特的儿子罗宾德拉纳特·泰戈尔发展成为维斯瓦·巴拉蒂大学。图为小镇的礼拜堂。 | [ 90 ]                      |
| 43       | 馬伊達姆                                    | | 阿薩姆邦                                       | 1228年                        | 文；1711；iii、iv                      | 馬伊達姆位于阿洪姆王国首都查莱碉，是阿洪姆王国国王及皇室成员的墓地。墓地以由砖、石、土砌成拱顶，内部空心，外型犹如一座小山丘，体现了阿洪姆人的宗教信仰。图为查萊碉縣的其中一座馬伊達姆。 | [ 91 ] [ 92 ]               |
| 44       | 印度马拉塔军事景观                          | | 马哈拉施特拉邦（11处）和泰米尔纳德邦（1处）    | 1595年至1696年                | 文；1739；iv、v                        | 17世纪末至19世纪初，马拉塔帝国统治者在今天的印度马哈拉施特拉邦和泰米尔纳德邦建造、改造或扩建大量军事堡垒，这些军事堡垒分布于海岸与山地等战略要冲，形成复杂的军事防御体系，支撑着马拉塔帝国的军事扩张、贸易保护与领土控制，对马拉塔帝国发展成政治和军事强国发挥了关键作用。共有11处堡垒入选该项文化遗产，图为马哈拉施特拉邦賴加德縣的赖加德堡。 | [ 93 ]                      |

### 各區數量
以下列表列出印度各區已登錄世界遺產的數量。
| 地區           | 獨佔景點 | 共同擁有景點 |
| -------------- | -------- | ------------ |
| 阿薩姆邦       | 3        | 0            |
| 比哈爾邦       | 2        | 0            |
| 昌迪加爾       | 1        | 0            |
| 德里           | 3        | 0            |
| 果阿邦         | 1        | 0            |
| 古吉拉特邦     | 4        | 0            |
| 喜馬偕爾邦     | 1        | 1            |
| 卡納塔克邦     | 3        | 1            |
| 喀拉拉邦       | 0        | 1            |
| 中央邦         | 3        | 0            |
| 馬哈拉施特拉邦 | 4        | 2            |
| 奧里薩邦       | 1        | 0            |
| 拉賈斯坦邦     | 4        | 0            |
| 坦米爾納杜邦   | 2        | 3            |
| 北阿坎德邦     | 1        | 0            |
| 北方邦         | 3        | 0            |
| 西孟加拉邦     | 2        | 1            |
| 錫金           | 1        | 0            |
| 特伦甘纳邦     | 1        | 0            |

## 註解
1. ↑  勒·科比意的建築作品為法国、印度、瑞士、比利时、德国、阿根廷、日本共有的世界遺產。